# Slat

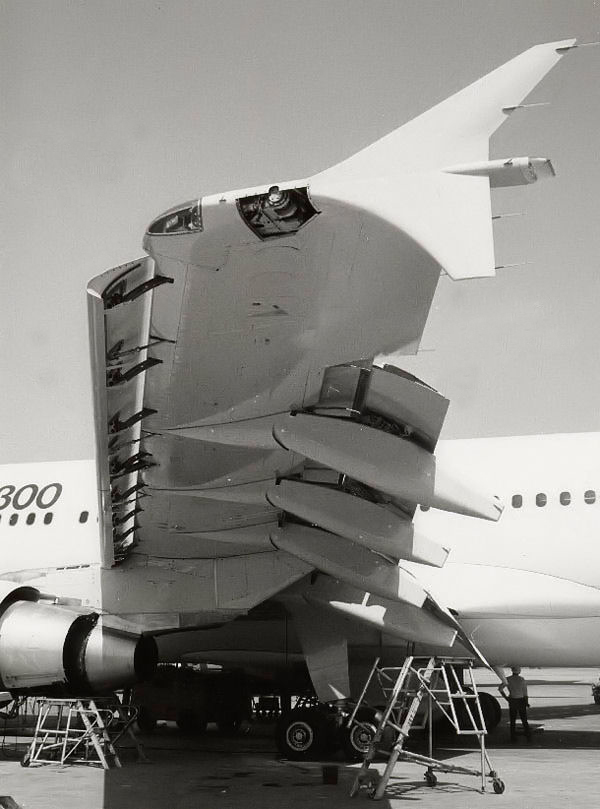
Slats e Flaps de uma aeronave

Slat é um dispositivo móvel de hipersustentação auxiliar, que nada mais é do que uma porção do próprio bordo de ataque (parte frontal) da asa (onde está localizado - e são acoplados com os FLAPS de bordo de ataque) que se desloca à frente para permitir a passagem de ar da parte inferior (intradorso) para a parte superior (extradorso) pela fenda ali formada, melhorando assim o escoamento do ar em elevados ângulos de ataque e retardando o descolamento da camada limite.
Quando acionados, se distendem para a frente e para baixo, criando uma fenda (perfil) que "represa" a camada de ar sob as asas, que atua como se fosse o SLOT, aumentando enormemente a sustentação das mesmas. São, portanto, superfícies fundamentais nos estágios iniciais e finais de voo, durante a descolagem e aproximação, quando a velocidade é mais baixa e a necessidade de sustentação é mais crítica.
Existe um tipo de Slot que se mantém recolhido durante o voo de cruzeiro, só entrando em funcionamento quando é necessário, nas aterragens e descolagens. Esses slots móveis são denominados slats.
São chamados de SLOTS móveis ou SLOTS automáticos e são usados em aviões de alta velocidade.